# 洮南站
洮南站，位于中华人民共和国吉林省白城市洮南市，是平齐铁路上的火车站，建于1923年，由沈阳铁路局白城车务段管辖。

## 車站周邊
- 洮南市粮食商务局
- 洮南市就业服务局
- 洮南客运站
- 洮南七小
- 中国石油富文东路加油站
- 中国邮政储蓄银行向阳营业所
- 洮南市食品药品监督管理局
- 中国建设银行洮南光明街支行
- 洮南市第八中学
- 洮南市审计局
- 洮南市医院

## 歷史
- 建于1923年。